# Panajotis Rumeliotis
Panajotis (Takis) Rumeliotis (gr. Παναγιώτης Ρουμελιώτης; ur. 19 kwietnia 1947 w Suezie) – grecki polityk i ekonomista, bankier, eurodeputowany III kadencji, w latach 1987–1989 minister.

## Życiorys
Syn greckiego przedsiębiorcy osiadłego w Egipcie. W 1970 ukończył studia w École des hautes études en sciences sociales. Rok później uzyskał doktorat z ekonomii na Université Panthéon-Sorbonne, a w 1978 tzw. doctorat d'Etat z ekonomii i socjologii na Université Paris-Panthéon-Assas. Pracował jako wykładowca na Sorbonie, a także w greckich uczelniach Uniwersytecie Panteion i Uniwersytecie w Pireusie. Został prezesem think tanku Institut de prospective économique du monde méditerranéen, a także badaczem w KEPE, centrum badań ekonomicznych założonym przez Andreasa Papandreu. Opublikował również kilka książek.
Zaangażował się w działalność Ogólnogreckiego Ruchu Socjalistycznego jako doradca ds. ekonomicznych. Po dojściu PASOK do władzy zajmował stanowiska sekretarza generalnego (1981) i wiceministra (1981–1982) w resorcie koordynacji, wiceministra finansów (1982–1983) i ekonomii narodowej (1984–1987). Od lutego 1987 kierował ministerstwem handlu, następnie od listopada 1987 do lipca 1989 ministerstwem ekonomii narodowej. W 1988 był prezesem ECOFIN. W 1989 wybrany posłem do Parlamentu Europejskiego, gdzie przystąpił do frakcji socjalistycznej. W kolejnych latach pracował jako obserwator na Bałkanach z ramienia Rady Unii Europejskiej, a także konsultant i negocjator w ramach Paktu Stabilności dla Europy Południowo-Wschodniej. Był także urzędnikiem ministerstwa koordynacji i doradcą prezesa Banku Grecji, a od marca 2010 do listopada 2011 reprezentantem Grecji w Międzynarodowym Funduszu Walutowym. W 2011 wymieniano w mediach jego nazwisko jako potencjalnego premiera Grecji. W kolejnych latach był wiceprezesem Banku Pireus i szefem rady dyrektorów portu lotniczego Ateny. Od 2016 do 2019 pozostawał prezesem Banku Attika, jednak zrezygnował ze stanowiska ze względu na krytykę zarządzania ze strony organów nadzorczych.

## Odznaczenia
Odznaczony m.in. Orderem Narodowy Zasługi III klasy, Orderem Zasługi Rzeczypospolitej Polskiej III klasy oraz Orderem Zasługi Wielkiego Księstwa Luksemburga.